# Lingua mapudungun
Il mapudungun (mapu significa "la terra" e dungun significa "parlare") è una lingua isolata parlata nel Cile centrale e meridionale e nell'Argentina ovest-centrale dai mapuce (mapu significa "la terra" e che significa "la gente"). Sotto il profilo tipologico è classificata come lingua agglutinante.
Inoltre, la lingua è conosciuta come mapudungu, araucano (nome dato alla gente mapuce dagli spagnoli) e mapuche/mapuce.

## Distribuzione geografica
I parlanti sono 440 000 circa, con 400 000 nella valle centrale del Cile e 40 000 nell'Argentina. Circa 200 000 persone usano regolarmente la lingua.
Al mapudungun manca un sostegno e una promozione sostanziale, nonostante l'impegno del governo cileno per migliorare la situazione e per fornire l'accesso completo all'insegnamento ai Mapuche nel Cile meridionale.

### Dialetti e lingue derivate
Il mapudungun ha un certo numero di dialetti. In Argentina, il dialetto pehuenche è parlato maggiormente in Neuquén; il dialetto nguluche o moluche è parlato da Limay al lago Nahuel Huapi; il dialetto veliche o huilliche è parlato nella regione del lago Nahuel Huapi pure, come anche in Valdivia, Cile; e il dialetto ranquenche è parlato in Chalileo, General Acha e nella regione di Río Colorado.
Due varietà di mapudungun sono tuttora parlate. La più ampiamente parlata è mapudungun "tipico" (anche araucano, mapuche), la lingua della gente Mapuche. Ci sono circa 275 000 parlanti attivi della lingua, 200 000 nel Cile e 75 000 in Argentina. Huillice (anche huilliche, veliche) ha parecchie migliaia di parlanti, la maggior parte dei quali parlano spagnolo come prima lingua, e abitano a sud del Mapuche nella zona litorale di Valdivia del Cile e sull'isola di Chiloé. Gordon (2005) tratta questi come lingue separate.

## Storia
La lingua mapudungun è stata da alcuni autorevoli studiosi ritenuta legata alle lingue penuti dell'America del Nord. Altri linguisti la classificano fra le lingue andine (Greenberg 1987, Key 1978), e tuttavia, altri postulano un nesso mapudungun-maya (Stark 1970, Hamp 1971). Croese (1989, 1991) ha promosso l'ipotesi che il mapudungun sia collegato con l'arawak. Altri autori la considerano come una lingua isolata. C'è stato un certo grado di influenza del lessico spagnolo e quechua nel Mapudungun.
Quando gli spagnoli sono arrivati nel Cile, hanno trovato tre gruppi di Mapuche, uno dei quali era il Picunche (dal pikum "del nord" e dal che "la gente") che è stato conquistato piuttosto rapidamente. Dal secolo XVIII il gruppo meridionale o Huilliche (willi "del sud" e che "la gente") ha perso la sua identità specifica, ma il gruppo centrale, il Mapuche, la mantiene.
Il termine Araucano è oggigiorno evitato ugualmente dagli eruditi e dai Mapuche.

## Alfabeti
Le convenzioni ortografiche del mapudungun sono cambiate in più occasioni nel corso del tempo. Negli anni sono stati elaborati diversi alfabeti, di cui almeno quattro sono ancora utilizzati diffusamente. Essi sono:
- il Raguileo (o Grafemario Raguileo), pubblicato da Anselmo Raguileo nel 1982, formato da 26 lettere secondo un principio fonologico, in base al quale ogni suono viene rappresentato da un singolo grafema. Una caratteristica del Raguileo è che esso non distingue [θ] da [t]. Il fono [t͡ʃ] si rende invece con la lettera ‹c›.
- l'Alfabeto mapuche unificato (Alfabeto Unificado o AMU), elaborato nel 1986 dalla Sociedad Chilena de Lingüística. Si tratta essenzialmente dell'alfabeto latino con l'aggiunta di ‹ḻ, ṉ, ñ, ṯ e ü› e dei digrammi ‹ch, ll, ng, tr›, per un totale di 27 lettere. Dal momento che la maggior parte delle descrizioni grammaticali e dei materiali informativi sulla lingua mapudungun sono redatti in questo sistema ortografico, anche le parole e le frasi citate nella pagina corrente fanno uso di questo alfabeto.
- l'Azümchefe, la cui introduzione è stata promossa dalla Corporación Nacional del Desarrollo Indígena (CONADI) e dallo Stato cileno. È composto da 28 lettere. Come il Raguileo, il sistema non distingue [θ] da [t]. Con il digramma ‹ch› si indica [t͡ʃ].[1]
- il Wirizüŋun, creato nel 2014, condivide alcune delle scelte ortografiche degli alfabeti menzionati in precedenza. Come nel Raguileo e nell'Azümchefe, la fricativa interdentale sorda [θ] è rappresentata con ‹z›, mentre i foni [ʎ] e [t͡ʃ] sono resi rispettivamente mediante i grafemi ‹lh› e ‹ch›. Infine, la nasale velare [ŋ] è indicata con ‹ŋ›.

Di seguito degli esempi con le parole mapudungun e mapuche nei vari alfabeti.
| Raguileo  | Alfabeto unificato | Azümchefe | Wirizüŋun |
| --------- | ------------------ | --------- | --------- |
| mapuzugun | mapudungun         | mapuzugun | mapuzüŋun |
| mapuce    | mapuche            | mapuche   | mapuche   |

## Fonologia

### Vocali
La lingua mapudungun prevede in tutto sei suoni vocalici, pronunciati in maniera più o meno differente nei vari dialetti. La pronuncia delle vocali inoltre è determinata in parte anche dalla posizione dell'accento: le vocali atone sono più centralizzate rispetto alle corrispettive toniche.
|          | Anteriori | Centrali | Posteriori |
| -------- | --------- | -------- | ---------- |
| Alte     | [i ~ ɪ]   | [ɨ ~ ɘ]  | [u ~ʊ]     |
| Centrali | [e]       |          | [o]        |
| Basse    |           | [a ~ ɐ]  |            |

Nell'alfabeto mapuche unificato queste vengono rese con le vocali già presenti nell'alfabeto latino alle quali si aggiunge ‹ü› per rappresentare [ɨ ~ ɘ].
Alcuni esempi:
IPA [a ~ ɐ] ‹a›:
- antü [ˈantɨ ~ ɐnˈtɘ], "sole, giorno"
- ange [ˈaŋe], "faccia, volto"
- alwe [ˈalwe], "anima"

IPA [e] ‹e›:
- mülen [mɨˈlen], "io resto"
- epu [ˈepʊ], "due"
- küme [kɨˈme], "buono, bene"

IPA [i] ‹i›:
- pichi [ˈpit͡ʃɪ], "piccolo"
- küfiw [ˈkɘfɪw], "gonfio"
- motrin [ˈmoʈʂɪn], "grasso (agg.)"

IPA [o] ‹o›:
- longko [ˈloŋko], "testa, capo"
- oyman [ˈojman], "dimenticare"
- ñochi [ˈɲot͡ʃɪ], "lento"

IPA [u ~ ʊ] ‹u›:
- umawtun [ˈumɐwtʊn], "dormire"
- filu [ˈfilʊ], "serpente"
- elun [ˈelʊn], "dare"

IPA [ɨ ~ ɘ] ‹ü›:
- füw [fɘw], "lana"
- kürüf [ˈkɘɽɨf], "vento"
- üy [ɘj], "nome"

### Consonanti
I foni consonantici del mapudungun sono riportati nella tabella seguente:
|               | Labiali | Dentali | Alveolari | Postalveolari | Retroflesse | Palatali | Velari |
| ------------- | ------- | ------- | --------- | ------------- | ----------- | -------- | ------ |
| Occlusive     | [p]     | [t̪]     | [t]       |               |             |          | [k]    |
| Affricate     |         |         |           | [t͡ʃ]          | [ʈʂ]        |          |        |
| Fricative     | [f]     | [θ]     | [s]       | [ʃ]           | [ʐ ~ ɻ]     |          |        |
| Approssimanti | [w]     |         |           |               | [ʐ ~ ɻ]     | [j]      | [ɰ]    |
| Nasali        | [m]     | [n̪]     | [n]       |               |             | [ɲ]      | [ŋ]    |
| Laterali      |         | [l̪]     | [l]       |               |             | [ʎ]      |        |

La serie delle occlusive e delle affricate consta unicamente di consonanti sorde. Il suono [ʃ] è di uso assai limitato. Spesso alterna liberamente con [s] o con [θ], come ad esempio shañwe [ˈʃaɲwe] "maiale", in alcuni dialetti, vs. sañwe [ˈsaɲwe], in altri, e kashü [ˈkaʃɨ] vs. kadü [ˈkaθɨ] "grigio". Esso ricorre come fonema indipendente quasi solo nei prestiti dallo spagnolo. Le dentali [t̪], [n̪] e [l̪] tendono, in diversi dialetti, a confondersi con le alveolari corrispondenti, es. la parola per "cadavere" può essere pronunciata sia [l̪a] (scritto ḻa) sia [la] (scritto la). Di seguito alcuni esempi:
IPA [p] ‹p›:
- pulku [ˈpulkʊ] "liquore"
- pele [ˈpele] "argilla"
- petu [peˈtu] "ancora (avv.)"

IPA [t̪] ‹ṯ›:
- füṯa [ˈfɘt̪ɐ] "marito"

IPA [t] ‹t›:
- tapül [ˈtapɨl] "foglia"
- tol [tol] "fronte"
- tukutuluwün [tʊˈkutʊˌlʊwɨn] "vestito"

IPA [k] ‹k›:
- kellun [ˈkeʎʊn] "aiutare"
- kura [kʊˈɻa] "pietra, roccia"
- kayu [ˈkajʊ] "sei (num.)"

IPA [t͡ʃ] ‹ch›:
- changkiñ [ˈt͡ʃaŋkɪɲ] "isola"
- chadi [ˈt͡ʃaθɪ] "sale"
- fücha [fɨˈʈʂa] "grande"

IPA [ʈʂ] ‹tr›:
- kutran [ˈkuʈʂɐn] "malattia"
- wentru [ˈwenʈʂʊ] "uomo"
- katrükan [kɐˈʈʂɘkɐn] "tagliare a pezzi"

IPA [f] ‹f›:
- lof [lof] "riserva (indiana)"
- fey [fej] "egli, lui; ella, lei"
- fitrun [ˈfɪˈʈʂun] "fumo"

IPA [θ] ‹d›:
- dungu [θʊˈŋu] "lingua, linguaggio"
- domo [ˈθomo] "donna"
- chüdkün [ˈt͡ʃɘθkɨn] "gocciolare"

IPA [s] ‹s›:
- süllwi [ˈsɘʎwɪ] "verme"
- sañwe [ˈsaɲwe] "maiale"

IPA [ʃ] ‹sh›:
- shañwe [ˈʃaɲwe] "maiale"
- llushu [ʎʊˈʃu] "prematuro"

IPA [ʐ ~ ɻ] ‹r›:
- pura [ˈpuɻɐ] "otto"
- nürüfün [nɨˈɻɘfɨn] "chiudere"
- rayen [ˈɻajen] "essere in fiore"

IPA [j] ‹y›:
- yall [jaʎ] "figlio (di un uomo)"
- ayen [ˈajen] "ridere"
- yafkan [ˈjafkɐn] "arrabbiarsi"

IPA [ɰ] ‹g›:
- regle [ˈɻeɰle] "sette"
- llegün [ˈʎeɰɨn] "crescere (detto di piante)"
- llag [ʎaɰ] "metà"

IPA [m] ‹m›:
- mari [ˈmaɻɪ] "dieci"
- miñche [ˈmiɲt͡ʃe] "sotto"
- kom [kom] "tutto, tutti"

IPA [n̪] ‹ṉ›:
- müṉa [mɨˈn̪a] "cugino maschio da parte di padre"

IPA [n] ‹n›:
- man [man] "destra"
- pun [pun] "notte"
- amun [ˈamʊn] "andare"

IPA [ɲ] ‹ñ›:
- iñchiñ [ˈiɲt͡ʃɪɲ] "noi"
- ñuke [ˈɲuke] "madre"
- kiñe [ˈkiɲe] "uno"

IPA [ŋ] ‹ng›:
- longko [ˈloŋko] "capelli"
- ngollin [ˈŋoʎɪn] "ubriaco"
- ngüdi [ˈŋɘθɪ] "cerume"

IPA [l̪] ‹ḻ›:
- ḻa [l̪a] "cadavere"

IPA [l] ‹l›:
- meli [ˈmelɪ] "quattro"
- ñidol [ˈɲiθol] "padrone"
- lamngen [lɐmˈŋen] "sorella"

IPA [ʎ] ‹ll›:
- mamüll [ˈmamɨʎ] "legna"
- kullin [ˈkuʎɪn] "pagare"
- llükalkachen [ʎɨˈkalkɐˌt͡ʃen] "spaventare la gente"

### Accento
Le parole tendono a essere accentate sulla penultima sillaba, specialmente quando sono bisillabiche o trisillabiche. Nelle parole con più di tre sillabe l'accento primario, di maggiore intensità, cade sulla seconda sillaba a partire da sinistra, e tutte le sillabe successive che si trovano in sedi pari ricevono un accento secondario, meno intenso. Ad esempio, ruka [ˈɻukɐ] "casa"; kuñifall [kʊˈɲifɐʎ] "orfano"; kelluputukefun [keˈʎupʊˌtʊkeˌfʊn] "io spesso torno là per aiutare". Ciò vale anche per le parole composte, come antüküdawkiawkerkefuy [ɐnˈtɘkɨˌθɐwkiˌɐwkeɻˌkefʊj] "egli era solito lavorare come bracciante".
Quando intervengono delle sequenze di vocali, l'accento cade sempre sul secondo elemento, come in iñchiu [ɪɲt͡ʃiˈu] (scritto anche iñchiw [ɪɲˈt͡ʃiw]) "noi due" e piuke [piˈuke] "cuore".
Contrariamente alle regole appena enunciate, vi è un consistente numero di parole che ha l'ultima sillaba accentata. A far parte di questa categoria sono per lo più pronomi, aggettivi e avverbi. Tra questi si possono annoverare: iñche [ɪɲˈt͡ʃe] "io"; tüfa [tɨˈfa] "questo"; ngellu [ŋeˈʎu] "appena"; epe [eˈpe] "quasi" o füre [fɨˈɻe] "saporito". Occasionalmente si possono anche incontrare dei sostantivi accentati sull'ultima sillaba, come per esempio ülcha [ɨlˈt͡ʃa] "ragazza" e püle [pɨˈle] "lato".

### Fonotassi
L'unità minima di significato è la radice. Essa può essere costituita da una, due o tre sillabe. All'interno di una radice è ammesso un solo nesso consonantico. In mapudungun il primo elemento di un nesso consonantico non può essere una consonante occlusiva.

## Pronomi personali e dimostrativi
Il mapudungun distingue i pronomi personali in tre numeri (singolare, duale e plurale); manca invece del tutto una distinzione in base al genere.
|          | Singolare | Duale   | Plurale  |
| -------- | --------- | ------- | -------- |
| 1ª pers. | iñche     | iñchiw  | iñchiñ   |
| 2ª pers. | eymi      | eymu    | eymün    |
| 3ª pers. | fey       | feyengu | feyengün |

Come in italiano, non è obbligatorio utilizzare i pronomi personali in una frase in quanto la persona e il numero sono espressi in modo non ambiguo dalle desinenze verbali. Fey e i suoi corrispettivi al duale e al plurale hanno in realtà un valore anaforico. Al contrario degli altri pronomi, fey può essere usato come pronome dimostrativo (che può indicare al tempo stesso prossimità o distanza) e può ricevere vari suffissi, come quello strumentale -mew e quello aggettivale -chi:
- fey "lui, lei, esso", ma anche "questo/a, quello/a (pron.)"
- feymew "per, a, da lui/lei/esso", ma anche "perciò, dunque"
- feychi "questo/a, quello/a (agg.)"

Se invece il parlante vuole essere più preciso ed esplicito circa la distanza, può decidere di utilizzare uno dei seguenti pronomi dimostrativi:
- tüfa "questo/a" (vicino)
- tüfey "quello/a" (medio)
- tüye "quello/a là" (lontano)

Per formare gli aggettivi dimostrativi, basta aggiungere il suffisso aggettivale -chi al pronome corrispondente.
- tüfachi "questo/a (agg.)" (vicino)
- tüfeychi "quello/a (agg.)" (medio)
- tüyechi "quello/a (agg.)" (lontano)

## Numerali
I numeri dallo zero a dieci sono i seguenti:
| Cifra      | 0    | 1    | 2   | 3    | 4    | 5     | 6    | 7     | 8    | 9     | 10   |
| Mapudungun | sero | kiñe | epu | küla | meli | kechu | kayu | regle | pura | aylla | mari |

I numeri cardinali dall'undici al diciannove si formano facendo seguire a mari una delle cifre dall'uno al nove. Ad esempio, "quindici" si dice mari kechu (10 + 5). Le decine invece si formano facendo precedere una cifra dall'uno al nove a mari. "Cinquanta", ad esempio, è kechu mari (5 × 10). Infine, per dire "cento" e "mille" si utilizzano rispettivamente pataka e warangka.
Per quanto riguarda i numeri ordinali, si aggiunge alla forma cardinale il suffisso verbalizzante -nge seguito dal suffisso aggettivale -chi, se il numerale è in funzione di aggettivo, oppure dal suffisso nominalizzante -lu, se invece è usato in funzione pronominale. Ad esempio, kiñengechi è l'aggettivo "primo", mentre kiñengelu è il pronome corrispondente, "il primo".